# N-フェネチルノルモルヒネ
N-フェネチルノルモルヒネ(N-Phenethylnormorphine)は、モルヒネのN-メチル基をβ-フェネチル基で置換したオピエート系の鎮痛剤である。モルヒネより約8倍から14倍強く、また他のほとんどのN-置換誘導体よりも高い活性を持つ。研究により、フェンタニルのフェネチル基の結合と同様に、長く伸びるフェネチル基がμ-オピオイド受容体の溝の中深くにあるもう1つの結合部位に達していることが示されている。